# Anicet Kashamura
Anicet Kashamura (ur. 1928, zm. 2004), minister informacji Demokratycznej Republiki Konga w rządzie Patrice'a Lumumby, po jego uwięzieniu prezydent Zjednoczonej Republiki Kiwu od 2 stycznia do 24 lutego 1961 (ang.), później działacz rewolucyjny na emigracji w Paryżu (profesor suahili w tamtejszej szkole języków wschodnich), autor książki De Lumumba aux colonels.